# Shui Qingxia
Shui Qingxia (China, 18 de diciembre de 1966) es una entrenadora de fútbol chino y exjugadora de la selección nacional femenina de China. Como jugadora, compitió como centrocampista de China en los torneos olímpicos de fútbol de 1996 y 2000. Actualmente es la entrenadora de la Selección Nacional femenina de China. 

## Carrera de juego
En el año 1986, hizo parte de la selección de China campeona de la Copa Asiática Femenina de la AFC. En 1996, Shui ganó la medalla de plata con el equipo chino en los Juegos Olímpicos de verano de Atlanta. Jugó los cinco partidos. 
Cuatro años más tarde formó parte del equipo chino que terminó quinto en el torneo femenino, pero no vio acción. Su trayectoria en clubes se llevó en el Shanghái y en el Suzuyo Shimizu donde logró anotar 11 goles.
En septiembre de 2021, Shui entrenó al "Equipo Unido", compuesto en gran parte por jugadoras internacionales, en los Juegos Nacionales de China de 2021. El 18 de noviembre de 2021, fue nombrada entrenadora de la selección nacional femenina de China, convirtiéndose en la primera mujer china en dirigir la selección. Lideró al equipo para ganar la Copa Asiática Femenina de la AFC 2022, el primer título de la Copa Asiática Femenina del país en dieciséis años.

## Estadísticas de carrera

### Goles internacionales
| N.º | Fecha                    | Evento                     | Adversario    | Puntaje | Resultado | Competencia                        |
| --- | ------------------------ | -------------------------- | ------------- | ------- | --------- | ---------------------------------- |
| 1.  | 24 de septiembre de 1995 | Kota Kinabalu, Malasia     | Filipinas     | ? –0    | 21–0      | Campeonato Femenino de la AFC 1995 |
| 2.  | 30 de septiembre de 1995 | Kota Kinabalu, Malasia     | Corea del Sur | 4 –0    | 4–0       | Campeonato Femenino de la AFC 1995 |
| 3.  | 12 de diciembre de 1997  | Cantón, China              | China Taipéi  | 7 –0    | 10–0      | Campeonato Femenino de la AFC 1997 |
| 4.  | 4 de junio de 2000       | Sídney, Australia          | Japón         | 2 –0    | 2-0       | Copa del Pacífico 2000             |
| 5.  | 24 de junio de 2000      | Foxborough, Estados Unidos | Guatemala     | 11 –0   | 14–0      | Copa Oro Femenina CONCACAF 2000    |
| 6.  | 24 de junio de 2000      | Foxborough, Estados Unidos | Guatemala     | 12 –0   | 14–0      | Copa Oro Femenina CONCACAF 2000    |
| 7.  | 24 de junio de 2000      | Foxborough, Estados Unidos | Guatemala     | 14 –0   | 14–0      | Copa Oro Femenina CONCACAF 2000    |
| 8.  | 1 de julio de 2000       | Louisville, Estados Unidos | Brasil        | 1 –0    | 2–3 ( )   | Copa Oro Femenina CONCACAF 2000    |